# حالت اضافه
در دستور زبان، حالت اضافه (به انگلیسی: Genitive case) حالت دستوری است که یک واژه که معمولاً یک اسم است را نشانه‌گذاری می‌کند به‌عنوان توصیف‌کنندهٔ واژه‌ای دیگر، که این نیز معمولاً اسم است؛ بنابراین معمولاً رابطهٔ وصفیِ اسمی را نسبت به اسم دیگری نشان می‌دهد. حالت اضافه معمولاً می‌تواند مضاف‌الیه در یک ترکیب اضافی باشد؛ اما کاربردهای دیگری نیز در زبان‌ها دارد، به‌عنوان مثال، حالت اضافه می‌تواند کاربردهای قیدی داشته (ببینید: «adverbial genitive») یا مفعول مستقیم و غیرمستقیم را نشان دهد.